# Леилтон
Леилтон Силва дос Сантос (порт.-браз. Leilton Silva dos Santos; род. 7 марта 1982, Итабуна, Баия) — бразильский футболист, выступавший на позиции защитника.

## Биография
Воспитанник футбольного клуба «Витория» из Салвадора.
С 2003 года выступал за самарский клуб «Крылья Советов». 2 июня 2004 года сыграл за сборную легионеров чемпионата России.
В апреле 2006 года неделю пробыл в корейском клубе «Сеул», который намеревался взять Леилтона в аренду на один год. В августе того года был отдан в аренду до конца сезона ярославскому «Шиннику». По окончании сезона вернулся в «Крылья Советов», где и выступал на протяжении четырёх лет на позициях левого защитника или полузащитника.
В 2011 перебрался в нижегородскую «Волгу», где дебютировал 30 мая 2011 года в игре с «Амкаром».
По окончании сезона 2011 года в России вернулся в Бразилию.